# Vișeu de Sus
Vișeu de Sus (en hongrois Felsővisó, en allemand Oberwischau) est une ville roumaine du județ de Maramureș, dans la région historique de Transylvanie et dans la région de développement du Nord-Ouest.

## Géographie
La commune de Vișeu de Sus est limitrophe de l'Ukraine, dans le nord-est du județ. Elle est composée de la ville de Vișeu de Sus et du village de Vișeu de Mijloc.
Le climat de la commune est de type continental avec des étés doux (20 °C de moyenne en juillet) et des hivers froids et très neigeux.
La ville est construite dans une étroite vallée au bord de la rivière Vișeu, affluent de la Tisa, à son confluent avec la Vaser, entre les « Muntii Maramureș » au nord (1 969 m au Mont Farcâu) et les « Muntii Rodnei » au sud (2 303 m au Mont Pietrosul).
Elle est située à 58 km à l'est de Sighetu Marmației,la capitale historique de la Marmatie, à 121 km à l'est de Baia Mare, la préfecture du județ de Maramureș et à 20 km à l'ouest de Borșa.

## Histoire
La première mention écrite de la ville est attestée le 2 février 1365 dans un document où elle est donnée en cadeau par le roi de Hongrie Louis d'Anjou au voïvode de Marmatie (Maramureș en roumain)« Țara Maramureșului ».
La première mention de son nom actuel date de 1385. En 1489, elle est citée comme ville.
En 1549 apparaît le nom de Vișeul Nou (« nouvelle Vișeu ») ainsi que le nom de Intre Rauri (« entre les rivières »).
Au XVIIIe siècle, une importante colonisation germanique, venant principalement du Tyrol et de Basse-Autriche a lieu et la ville se développe dans ce qui sera jusqu'à nos jours sa principale ressource, l'exploitation forestière.
La ville a fait partie de l'Empire austro-hongrois, comitat de Maramureș, jusqu'en 1920 où elle a intégré la Roumanie au traité de Trianon.
Elle a été de nouveau annexée par la Hongrie de 1941 à 1944 mais elle a été rendue à la Roumanie à la fin de la Seconde Guerre mondiale.
Un ghetto fut créé par les Nazis dans la ville au printemps 1944 où furent regroupées les communautés juives de la région avant leur déportation vers Auschwitz du 17 au 23 mai 1944.

## Politique
Le Conseil Municipal de Vișeu de Sus compte 17 sièges de conseillers municipaux. À l'issue des élections municipales de juin 2008, Vasile Ciolpan (PNL) a été élu maire de la Ville.
| Parti                          | Nombre de conseillers |
| ------------------------------ | --------------------- |
| Parti national libéral (PNL)   | 9                     |
| Parti démocrate-libéral (PD-L) | 4                     |
| Parti social-démocrate (PSD)   | 4                     |

## Religions
En 2002, la répartition religieuse de la population était la suivante :
- Orthodoxes, 83,5 %.
- Catholiques romains, 11,2 %.
- Catholiques grecs, 3,6 %.

## Démographie
Au début du XXe siècle, la ville comptait une majorité germanophone (descendants des immigrés germaniques et communauté juive). D'ailleurs, le recensement de 1930 fait apparaître une très forte minorité juive (plus de 30 %) qui sera exterminée pendant la Shoah.
Après la Seconde Guerre mondiale, la ville est devenue très majoritairement roumaine. Depuis 1989, elle a subi une forte diminution de sa population (émigration vers l'Allemagne et natalité très basse).
À l'heure actuelle, la majorité de la population est installée dans la ville de Vișeu de Sus (15 878 habitants en 2002) et le village de Viseu de Mijloc attenant (1 001 habitants).
Recensement de 1910 : Roumains 3 952 (35,5 %), Hongrois 1 100 (9,9 %), Allemands 5 759 (51,7 %), Ukrainiens 318 (2,9 %).
Recensement de 1930 : Roumains 5 458 (40,6 %), Hongrois 613 (4,6 %), Allemands 2 759 (20,5 %), Juifs 4 248 (31,6 %), Ukrainiens 336 (2,5 %).
Recensement de 2002 : Roumains 14 878 (88,1 %), Hongrois 530 (3,1 %), Allemands 1 114 (6,6 %), Ukrainiens 274 (1,6 %).
| 1880  | 1900  | 1910   | 1930   | 1956   | 1977   | 1992   | 2002   | 2007   |
| ----- | ----- | ------ | ------ | ------ | ------ | ------ | ------ | ------ |
| 6 462 | 9 221 | 11 144 | 13 456 | 13 956 | 20 205 | 19 167 | 16 819 | 16 698 |

## Économie
L'économie de la commune est basée sur l'élevage et l'exploitation des immenses forêts.
Les forêts occupent en effet 36 166 ha (81,7 % de la superficie communale) et les terres agricoles seulement 7 108 ha (soit 16 %). Cela a permis la croissance de scieries et d'usines destinées à la production de panneaux en bois massif et à la fabrication d'articles en bois.
Les anciennes mines de la région, mal gérées, ont été fermées et, pour le moment, aucun investisseur privé n'a essayé de reprendre ce genre d'activités qui, dans le passé, ont causé de nombreuses maladies.
Les autorités de la ville essaient aujourd'hui de promouvoir des industries en mesure de valoriser les déchets des industries existantes dans le secteur du bois donc des bio masses (50 000 m5 par an) et les ordures urbaines produites par la ville (60 000 t par an) pour la production de bioéthanol et avec les déchets de production de lignite, des plastiques ou des pneus, par dissociation moléculaire du bio et du Syn Gas (280 emplois). Tous ces systèmes fonctionneront sans émission de gaz, fumées.

## Éducation
La ville possède un réseau complet d'écoles et lycées ainsi que plusieurs écoles professionnelles.

## Transports

### Routes
Vișeu de Sus est située sur la route nationale DN18 qui unit Baia Mare au județ de Suceava en Moldavie par le col de Prislop (1 416 m d'altitude).
À onze kilomètres de Vișeu à l'est, on peut prendre la route nationale DN17C qui permet de rejoindre la Transylvanie, le județ de Bistrița-Năsăud et les villes de Cluj-Napoca et Bucarest par le col de Setref de 818 mètres d'altitude.

### Chemins de fer
Vișeu de Sus était située sur la ligne de chemin de fer aujourd'hui fermée qui permettait d'atteindre à l'ouest la ville de Sighetu Marmației et la frontière ukrainienne avec la ville de Borsa à l'est et surtout Cluj-Napoca au sud, grande ville du centre de la Transylvanie.
Vișeu de Sus est le point de départ d'un chemin de fer forestier à voie étroite (écartement 760 mm) qui suit la vallée de la Vaser et qui avait été construit pour transporter le bois exploité dans le massif environnant. Ce chemin de fer est toujours en exploitation pour descendre les grumes à la scierie de Viseu de Sus. En outre, un service de trains touristiques a été mis en place. Les trains de bois sont maintenant assurés en traction diesel alors que les locomotives à vapeur sont utilisées sur les trains touristiques, qui ne desservent que la partie inférieure de la ligne (sauf en cas d'affrètement spécial).

## Tourisme

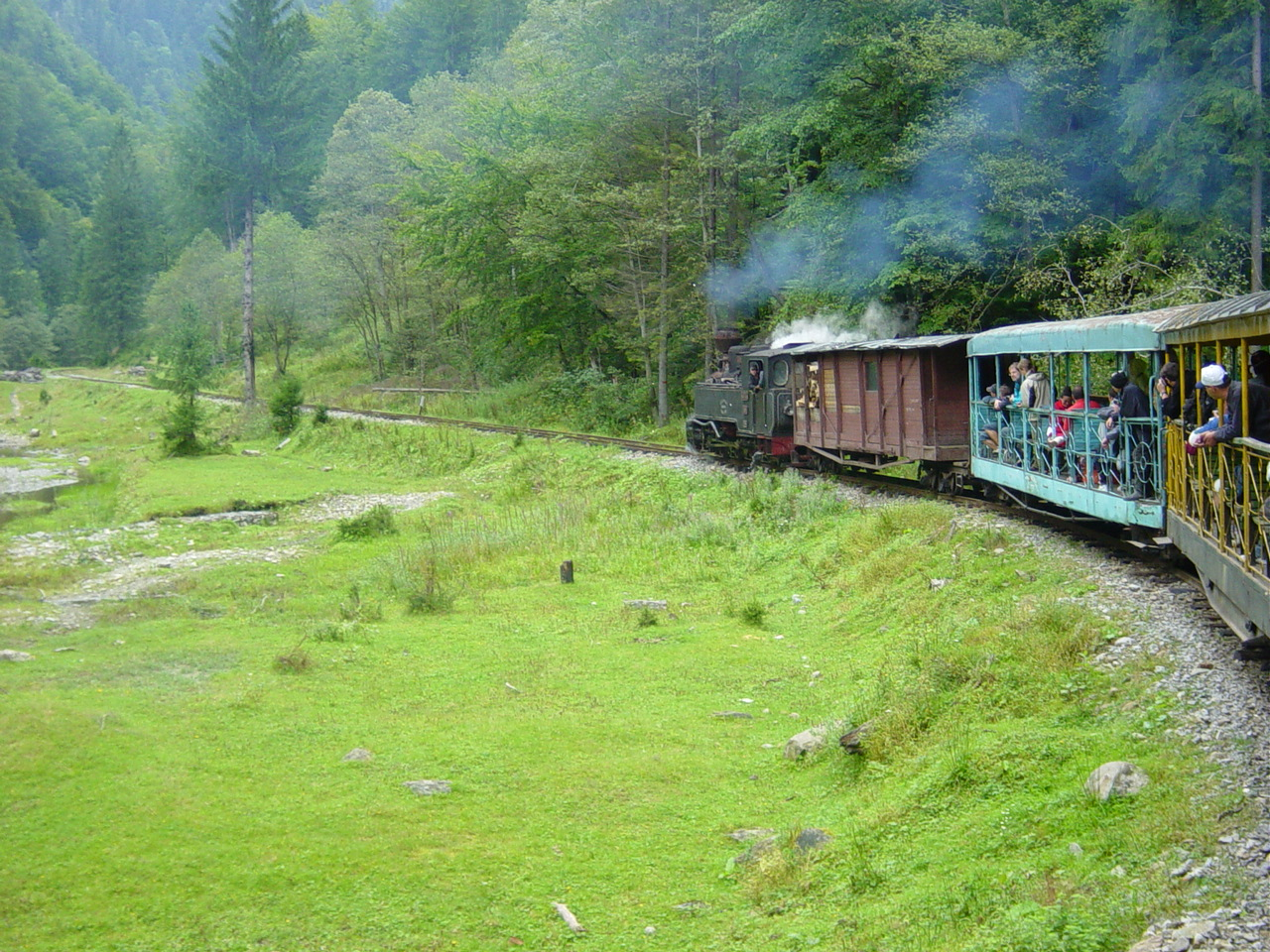
Train à vapeur en montagne le long de la Vaser.

La ville est un des seuls endroit d'Europe à permettre un voyage en utilisant un véritable train à vapeur encore en exploitation commerciale, sur 47 kilomètres jusqu'à Izvorul Boului, au cœur des Monts Maramureș ; la voie de chemin de fer a été tracée pour le transport des bois, utilisant la traction a vapeur pendant longtemps, et la traction diesel depuis le vingt-et-unième siècle.

## Jumelages
- Staunton, Virginie (États-Unis)
- Verkhovyna (Ukraine)
- Fürstenfeld (Autriche)
- Zoug (Suisse)